# Woodsfield
Woodsfield är administrativ huvudort i Monroe County i delstaten Ohio. Woodsfield hade 2 384 invånare enligt 2010 års folkräkning.